# Shōwashinzan
Showashinzan es un domo de lava volcánica en el Parque nacional Shikotsu-Tōya, en Hokkaidō, Japón, próxima al Monte Usu. 
El monte surgió entre los años 1944 y 1945, a causa de una serie de fuertes terremotos que sacudieron la región y provocaron que la 
lava surgiera a la superficie creando el actual monte. La cima se sitúa actualmente a 398 m y todavía a fecha de hoy desprende humareda.
Su nombre, Showashinzan, significa literalmente "Showa nueva montaña", pues surgió durante el reino del emperador Hirohito,
conocido como la Era Shōwa. 
Cuando el Showashinzan apareció, las autoridades japonesas temieron que esto pudiera ser interpretado como un presagio de guerra, y su existencia se mantuvo en secreto.
La mayor parte de la información disponible sobre la formación de este pico fue recogida por el maestro Masao Mimatsu, 
quien durante esos años mantuvo cuidadas mediciones de las evoluciones del monte.
- Wikimedia Commons alberga una categoría multimedia sobre Shōwashinzan.

- Datos: Q1138090
- Multimedia: Shōwa-shinzan / Q1138090